# Try (canción de Pink)
«Try» —en español «Intentar»— es una canción de la cantante estadounidense Pink grabada para su sexto álbum de estudio The Truth About Love. Fue lanzada el 29 de octubre y se lanzó en radios el 6 de septiembre de 2012 por RCA Records.
Fue compuesta por Busbee y Ben West, y su producción fue dirigida por Greg Kurstin. La canción es una balada rock que trata sobre tomar riesgos en cuanto al amor sin importar las consecuencias.
La mayoría de críticas que ha recibido la canción han sido positivas, y comercialmente la canción ha sido un éxito, llegando a formar parte del top 10 en Australia, Austria, Alemania, Italia, Nueva Zelanda, España y Suiza. El video fue dirigido por Floria Sigismondi. El sencillo forma parte de una de las 22 canciones del álbum oficial de los Grammy 2013.

## Antecedentes
Pink confirmó que estaba escribiendo para el álbum que en esas fechas aún no tenía título The Truth About Love en febrero de 2012 Rachel Raczka de The Boston Globe se dio cuenta de que la canción había sido filtrada en septiembre del 2012. «Try» debutó por primera vez en la radio el 6 de septiembre de 2012 y fue subida junta a otras canciones del mismo álbum a la cuenta oficial de Pink en VEVO.

## Composición
«Try» fue escrita por Ben West y Busbee. La producción de la canción estuvo a cargo de Greg Kurstin quien también produjo la canción Blow Me (One Last Kiss). La canción habla acerca de tomar riesgos en el amor sin importar las consecuencias; también habla de apegarse a los sueños personales aun si se tiene que tomar riesgos. Está escrita en Si menor con un tempo de 104 golpes por minuto.

## Posición en listas
La canción debutó en la posición cinco en Alemania. Luego de la presentación en el programa de televisión Wetten, dass..? en Friburgo llegó al número uno en descargas digitales en Alemania. En la semana del 23 de septiembre, gracias a las descargas digitales del álbum, «Try» debutó en el número 163 en UK Singles Chart. En noviembre del 2012 ingresó en el Top 40 de la lista inglesa, subiendo hasta el puesto número ocho.
En la semana del 6 de octubre «Try» debutó en el número 56 de Billboard Hot 100 y en el puesto 29 del Adult Pop Songs. Luego de la aclamada participación en los American Music Awards del 2012, «Try» subió del puesto 50 al puesto 18 en Billboard Hot 100. El 6 de octubre la canción debutó en el puesto 26 en los Canadian Hot 100 en Canadá. En Australia debutó en el puesto 8 de ARIA Singles Chart. Unas semanas después llegó al puesto número 6, en donde se mantuvo por dos semanas. «Try» pasó a ser el sencillo número 20 en estar entre el top 10 en ese país. En la semana del 23 de marzo de 2013  alcanzó el número uno de Los 40 Principales de España.
| Chart (2012–2014)                     | Máxima posición |
| ------------------------------------- | --------------- |
| Alemania (Offizielle Deutsche Charts) | 2               |
| Australia (ARIA)                      | 6               |
| Austria (Ö3 Austria Top 40)           | 3               |
| Bélgica (Flandes) (Ultratop 50)       | 16              |
| Bélgica (Valonia) (Ultratop 50)       | 10              |
| CEI (Tophit)                          | 4               |
| Dinamarca (Tracklisten)               | 15              |
| España (Top 100 Canciones)            | 1               |
| Estados Unidos (Billboard Hot 100)    | 9               |
| Estados Unidos (Adult Contemporary)   | 1               |
| Finlandia (OFC)                       | 13              |
| Francia (SNEP)                        | 15              |
| Hungría (Rádiós Top 40)               | 2               |
| Hungría (Single Top 40)               | 4               |
| Irlanda (IRMA)                        | 12              |
| Italia (FIMI)                         | 2               |
| Reino Unido (UK Singles Chart)        | 8               |
| República Checa (Rádio Top 100)       | 2               |
| Suecia (Sverigetopplistan)            | 47              |
| Suiza (Schweizer Hitparade)           | 2               |

### Certificaciones
| País   | Organismo certificador | Certificación | Ventas | Ref.   |
| ------ | ---------------------- | ------------- | ------ | ------ |
| España | Promusicae             | Platino       | 60 000 | [ 31 ] |